# Spatulosminthurus
Genre
Spatulosminthurus est un genre de collemboles de la famille des Sminthuridae.

## Liste des espèces
Selon Checklist of the Collembola of the World (version du 18 août 2019) :
- Spatulosminthurus betschi Nayrolles, 1990
- Spatulosminthurus flaviceps (Tullberg, 1871)
- Spatulosminthurus flaviceps (Buitendijk, 1941)
- Spatulosminthurus gattoi (Stach, 1967)
- Spatulosminthurus guthriei (Stach, 1919)
- Spatulosminthurus lesnei (Carl, 1925)

## Publication originale
- Betsch & Betsch-Pinot, 1984 : Contribution à l’étude des Sminthurus (Collembola, Symphypleona). Annales de la Société Royale Zoologique de Belgique, vol. 114, no 1, p. 71-81.